# Само снови теку узводно
Само снови теку узводно је четрнаести студијски и двадесети албум групе Парни ваљак, сниман у периоду од маја до јуна 1997. године у студију „Метро“ у Љубљани. Промоција албума је била амбициозна и укључила је авионски обилазак Пуле, Ријеке, Сплита, Осијека и Загреба у једном дану.

## Списак песама
1. „Ауто-пут“ – 5:15
2. „Саи Баба Блуз“ – 4:52
3. „Депра“ – 3:36
4. „Оба лица љубави“ – 3:45
5. „... А гдје је љубав“ – 5:20
6. „Малој птици с југа“ – 2:00
7. „Кажи ја!“ – 5:12
8. „То ни политичан сонг“ – 4:20
9. „Ја још чекам“ – 4:15
10. „Остављам траг“ – 3:00
11. „Док је тебе“ – 5:07
12. „Само снови теку узводно“ – 5:30